# USS Maine (ACR-1)
«Мен» (ACR-1) (англ. USS Maine (ACR-1) — американський панцерний крейсер, єдиний у своєму типі та перший корабель військово-морських сил США, названий на честь штату Мен.

## Історія створення
«Мен» був закладений 17 жовтня 1888 року на верфі компанії New York Naval Shipyard у Нью-Йорку. 18 листопада 1889 року він був спущений на воду, а 17 вересня 1895 року увійшов до складу ВМС США.

## Історія служби
Крейсер «Мен» хоча жодного разу не брав участі у бойових діях, отримав широку популярність після вибуху у гавані Гавани в лютому 1898 року, що стало каталізатором різкого загострення відносин між Сполученими Штатами й Іспанією й призвело до спалаху Іспансько-американської війни. Американська «жовта» преса стверджувала, що за знищення корабля відповідальні іспанці. Фраза «Запам'ятайте «Мен»! До біса Іспанію!» стала загальним закликом до дії.
«Мен» класифікувався як панцерний крейсер або броненосець другого класу, залежно від джерела. «Мен» і подібний броненосець «Техас» стали яскравими представниками значного прогресу у кораблебудуванні американської індустрії, й значним кроком вперед у дизайні американських військових кораблів, що увібрали в себе останні європейські розробки у військово-морських озброєннях. Однак, через тривалий 9-річний період будівництва, «Мен» та «Техас» вже застаріли на момент завершення будівництва. Набагато вдосконалені кораблі були або в експлуатації, або наближалися до завершення в ті ж роки.
«Мен» був відправлений до гавані Гавани для захисту інтересів США під час кубинської війни за незалежність. Увечері 15 лютого 1898 року крейсер вибухнув і затонув, вбивши три чверті свого екіпажу. У 1898 році слідча комісія ВМС США встановила, що корабель був потоплений вибухом міни, яка була ззовні крейсера. Однак деякі офіцери ВМС США не погодилися з висновком, припустивши, що корабельні льохи запалилися унаслідок стихійної пожежі у вугільному бункері. Вугілля, що використовувалося на «Мені», було бітумним, яке відоме тим, що виділяє рудниковий газ — суміш газів, що складається переважно із легкозаймистого метану, схильного до самозаймання. Розслідування адмірала Хаймана Ріковера в 1974 році погодилося з гіпотезою про вугільну пожежу. Втім, офіційно причина загибелі американського крейсера досі залишається предметом дискусій.